# Bang Tango
Bang Tango es una banda norteamericana de Sleaze rock. 

## Biografía
La banda se formó en 1987 en Los Ángeles, California, firmando un contrato con MCA Records ese mismo año. Psycho Café (su álbum debut) fue lanzado en 1989, logrando considerable difusión en el canal MTV, especialmente el sencillo "Someone Like You". Sin embargo, el disco no representó un éxito comercial. 
Pese a ello, la banda se mantuvo hasta 1995, año de su separación. En 1999, la agrupación se reunió para organizar una gira por los Estados Unidos, que se convirtió en un gran éxito.
El vocalista Joe Lesté y Tracii Guns (L.A. Guns) hicieron juntos una versión de la canción "Rock Brigade" de Def Leppard, en el álbum tributo Leppardmania, y la canción "Mr. Brownstone" de Guns N' Roses, en el álbum A Rock Tribute To Guns N' Roses. El grupo también reconoce la influencia del grupo británico de glam rock/heavy metal Queen, haciendo una versión de la canción Killer Queen en el álbum tributo a Queen "Tie Your Mother Down: A Tribute to Queen"

## Miembros
- Joe Lesté - voz (1987 - presente)
- Rowan Robertson - guitarra (2014 - presente)
- Drew Fortier - guitarra (2015 - presente)
- Lance Eric - bajo (2005-presente)
- Timmy Russell - batería (2004-2009; 2013 - presente)

## Discografía
- 1989 Psycho Café
- 1991 Dancin' on Coals
- 1994 Love After Death
- 2004 Ready To Go
- 2006 From the Hip
- 2011 pistol whipped in the bible belt